# Catedral castrense Santa Bárbara
La Catedral Castrense Santa Bárbara es una catedral católica dedicada a Santa Bárbara de Nicomedia que se encuentra en la Ciudad Colonial de Santo Domingo, en República Dominicana. Su nombre oficial es Santa Iglesia Catedral Castrense Santa Bárbara de los Hombres de la Mar. Está ubicada en el sector Santa Bárbara de los Hidalgos Canteros, en la intersección de la calle Isabel La Católica con la calle General Gabino Puello, justo al borde de la antigua muralla que protegía el primer virreinato español en el Nuevo Mundo. Es la primera parroquia de América sufragánea de la Catedral Primada de Santo Domingo.

## Historia
El templo de Santa Bárbara, sede del Obispado Castrense de la República Dominicana es también la primera parroquia erigida en tierras americanas. Fue construida en el mismo terreno donde los obreros extrajeron las piedras para la construcción de la Catedral de Santa María de la Encarnación, las diversas casas e instituciones coloniales.
En 1537 se construyó una estructura en tablas de palma y paja, donde los obreros acudían a rezar y reunirse. Permaneció así por casi 30 años hasta que un ciclón destruyó la frágil edificación. En 1562 se comenzó a levantar en piedra sobre la cantera de donde se extraían las mismas.
Sufrió varios terremotos, en 1571, 1673 y 1684 que implicó su intervención y reconstrucción. Además, durante el saqueo de Sir Francis Drake a la ciudad de Santo Domingo en 1586 se vio afectada por un incendio.
El 12 de julio de 1772 el papa Clemente XIV decretó que la iglesia se convirtiera en asilo eclesiástico. Santa Bárbara también fue cementerio y fosa común de las pestes ocurridas en la isla, donde reposan los restos del canónigo Benito Díaz Páez y se convirtió en santuario para los marineros.
Tanto la iglesia como su plaza fueron escenario de los primeros años de vida de Juan Pablo Duarte, padre de la patria dominicana. El 4 de febrero de 1813 fue bautizado allí, con apenas pocos días de nacido.
Santa Bárbara fue declarada como Patrimonio Cultural de la Humanidad por la Organización de las Naciones Unidas para la Educación, la Ciencia y la Cultura (UNESCO) en el año 1990.

## Restauración
Luego de más de ocho años cerrada al público por las condiciones deplorables en las que se encontraba, en enero de 2014 el gobierno dominicano inició los trabajos de remozamiento a cargo de la Oficina de Ingenieros Supervisores de Obras del Estado. La restauración incluyó la consolidación, limpieza y rescate de los muros y arcos, la recuperación de las bóvedas y la reparación del techo con ladrillos originales. También se construyó en la parte trasera un anfiteatro con capacidad para 600 personas sentadas.
Los trabajos fueron concluidos el 19 de diciembre de 2019, día en que fue entregada totalmente restaurada.

## Catedral Castrense
El 19 de febrero de 2019, el Arzobispo de Santo Domingo y Ordinario Militar Francisco Ozoria Acosta había anunciado que iniciaría el proceso de solicitud a la Santa Sede para declarar la iglesia de Santa Bárbara como Catedral Castrense, en primer lugar porque hasta el momento tanto la Arquidiócesis de Santo Domingo como el Obispado Castrense de la República Dominicana compartían la misma sede catedralicia, siendo dos estructuras jerárquicas diversas, y también por la importancia de este templo por ser sede de la primera parroquia de América, centro cultural de Nuestra Señora del Amparo, patrona de la Armada Dominicana y Santa Bárbara, patrona de la artillería, y por haberse realizado allí el bautismo de Juan Pablo Duarte, fundador de la República Dominicana.
En diciembre de 2019 ya el arzobispo anunciaría que habría recibido el placet de la Santa Sede para la erección canónica de Santa Bárbara como Catedral Castrense.
Finalmente, el 4 de febrero de 2020 se realizó la ceremonia de erección canónica y dedicación de la Catedral Castrense Santa Bárbara, en el 207.º aniversario del bautismo del patricio Juan Pablo Duarte. Esto ha convertido a Santa Bárbara en la principal casa religiosa de los militares y policías del país, de sus familias, sus empleados y relacionados por distintos vínculos, y de quienes frecuentarán ese lugar santo en la búsqueda de alivio spiritual, como prescribe la Constitución Apostólica Spirituali Militum Curae del papa Juan Pablo II, que regula el funcionamiento de los ordinariatos militares en el mundo. No obstante, al mismo tiempo continuará como lugar de culto de la comunidad cristiana perteneciente a esa parroquia de la Arquidiócesis de Santo Domingo.

### Decreto de la Dedicación de la Catedral Castrense
1. CONSIDERANDO que el artículo XVII del Concordato suscrito entre la Santa Sede y la República Dominicana del 16 de julio de 1954 establece que: «El Estado Dominicano garantiza la asistencia religiosa a las fuerzas armadas de tierra, mar y aire y a este efecto se pondrá de acuerdo con la Santa Sede para la organización de un cuerpo de capellanes militares, con graduación de oficiales, bajo la jurisdicción del Arzobispo Metropolitano en lo que se refiere a su vida y ministerio sacerdotal, y sujetos a la disciplina de las fuerzas armadas en lo que se refiere a su servicio militar.»
2. CONSIDERANDO que de acuerdo a lo establecido en el Decreto E Suprema Militantis Ecclesiae del 23 de enero de 1958, mediante el cual el papa Pío XII erigió el Vicariato Castrense para la República Dominicana, denominado ahora Ordinariato Castrense, para la asistencia espiritual de los militares y donde estableció también las normas que debían regir dicha Iglesia particular, la sede de este Vicariato Castrense así como su Curia, estarían en la ciudad de Santo Domingo.
3. CONSIDERANDO que la Constitución Apostólica Spirituali militum curae del 21 de abril de 1986 establece en su parte introductoria que: «La asistencia espiritual de los militares es algo que la Iglesia ha querido cuidar siempre con extraordinaria solicitud según las diversas circunstancias. Ciertamente éste constituye un determinado grupo social y “por las condiciones peculiares de su vida”, bien porque formen parte de las Fuerzas Armadas de forma voluntaria y estable, bien porque sean llamados a ellas por ley para un tiempo determinado, necesitan una concreta y específica forma de asistencia espiritual.»
4. CONSIDERANDO que la asistencia religiosa mencionada precedentemente era realizada a través de la estructura eclesial del Vicariato Castrense, esta se transformó en virtud de la señalada Constitución Apostólica en Ordinariato Castrense.
5. CONSIDERANDO que de igual modo, la misma Constitución dispone en su artículo XIII lo siguiente: «En los estatutos particulares…, se determinará entre otras cosas: 1.º en qué lugar estará ubicada la Iglesia del Ordinario castrense y su curia.»
6. CONSIDERANDO que hasta la fecha, la sede del Ordinariato Castrense ha sido la santa iglesia Catedral Basílica Menor Nuestra Señora de la Encarnación o Anunciación, Primada de América, en virtud de lo que establece el artículo IV de sus estatutos.
7. CONSIDERANDO que es conveniente que el Ordinariato Castrense tenga una sede propia.
8. CONSIDERANDO que dados los matices históricos que han dado origen a la iglesia de Santa Bárbara de los Hombres de la Mar, así como el escenario del que ha sido protagonista este templo, muy relacionado con la cultura militar y la marinería de este y otros pueblos, y estar ubicada al pie de un antiguo fuerte militar, esta iglesia posee todos los atributos para ser considerada Catedral Castrense.
POR TANTO, después de haber consultado y haber obtenido el parecer favorable del Consejo Presbiteral y del Colegio de Consultores, en uso de nuestras facultades y con la autorización de la Santa Sede, DECRETAMOS:
Que la Sede del Ordinario Castrense y de su Curia lo sean la iglesia SANTA BÁRBARA DE LOS HOMBRES DE LA MAR, quedando así como iglesia principal del Ordinariato Castrense. Por tales motivos queda elevada al rango y dignidad de CATEDRAL.
Dado en Santo Domingo, Distrito Nacional, República Dominicana, a los cuatro (4) días del mes de febrero del año del Señor dos mil veinte (2020).
+ FRANCISCO OZORIA ACOSTA
Ordinario Castrense para la República Dominicana
Pbro. Joaquín Domínguez
Canciller

## Descripción y descubrimientos
En su interior, la nave de la iglesia cuenta con ocho capillas de estilo gótico tardío y un tabernáculo de estilo barroco. Las campanas de Santa Bárbara pertenecían originalmente a la iglesia del Monasterio de San Francisco.
Por los incendios y terremotos sufridos, el estilo arquitectónico de Santa Bárbara es en sí eclético, presentando en esencia el estilo español colonial con ciertos detalles barrocos, góticos y renacentistas. Se destaca además por dos torres desiguales y tres arcos de ladrillo.
El templo de Santa Bárbara está lleno de frescos y ofrendas traídas por muchos marineros y comerciantes que llegaban al puerto de Santo Domingo. Los pisos fueron traídos de Génova, que para la época eran los más caros en América.
En febrero de 2019 fueron identificados los restos de Ana María Duarte, hermana de Juan Pablo Duarte, fallecida cuando aún no había cumplido los dos años de edad. Consta de esto en el Archivo General de Indias que fue enterrada en la capilla Nuestra Señora del Rosario el 9 de octubre de 1816.
En su altar han sido coronados los patrones de las fuerzas castrenses: la Virgen del Amparo venerada por la Armada Dominicana, mientras la Fuerza Aérea venera a Nuestra Señora del Carmen, el Ejército a San Miguel Arcángel, y la Policía Nacional a San Judas Tadeo.

## Galería
Estas imágenes corresponden a la iglesia antes de la restauración.

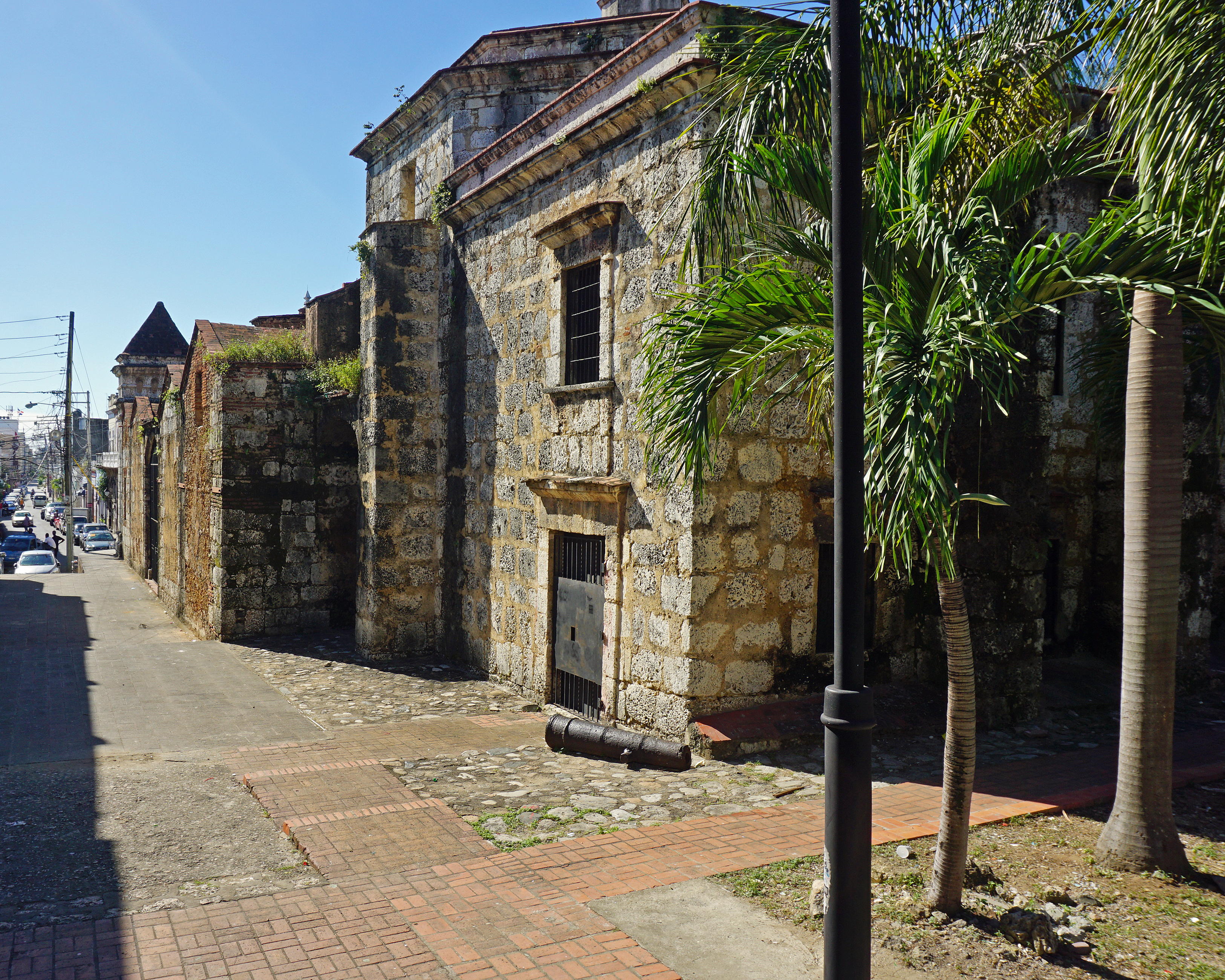
Lado sur
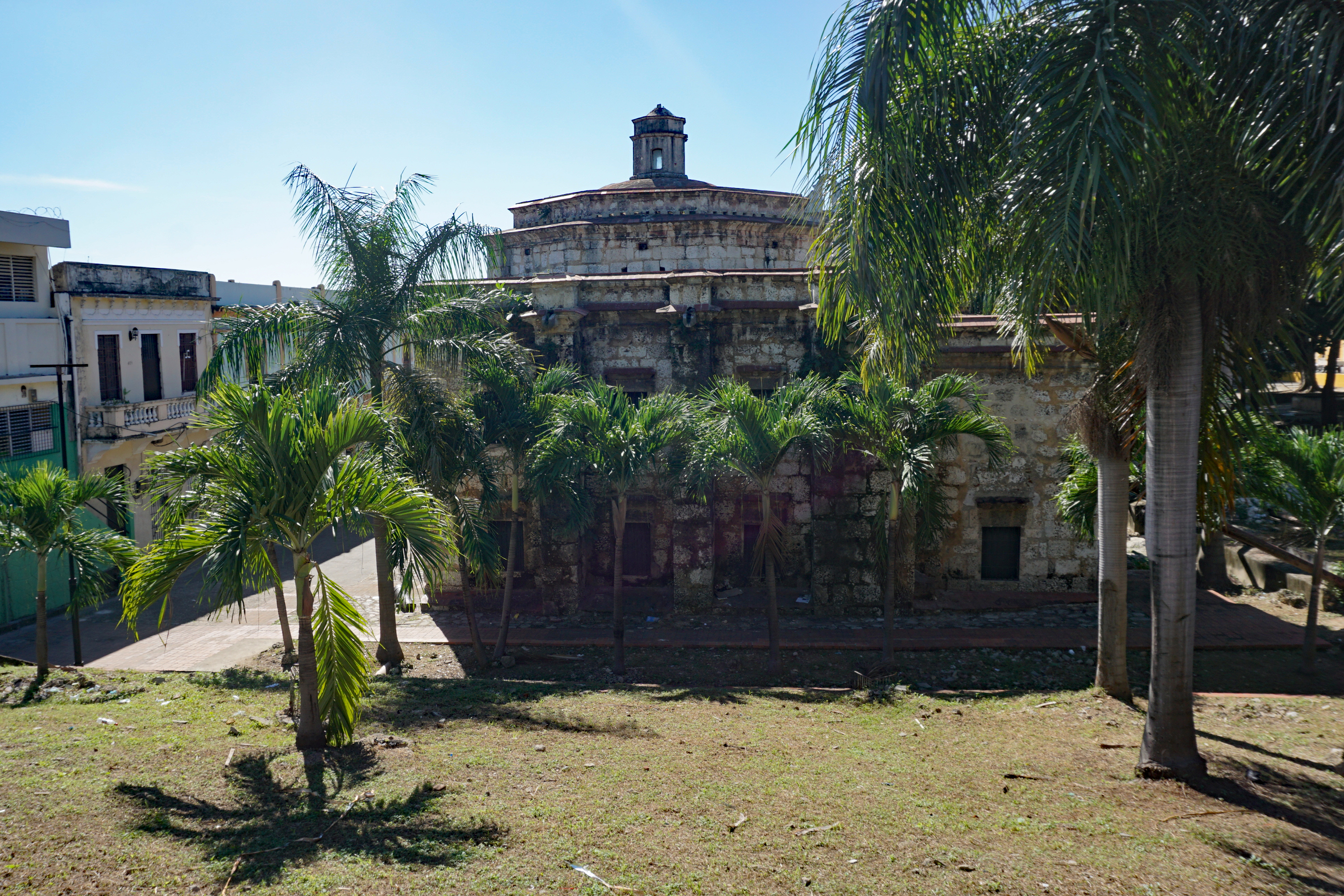
Parte posterior
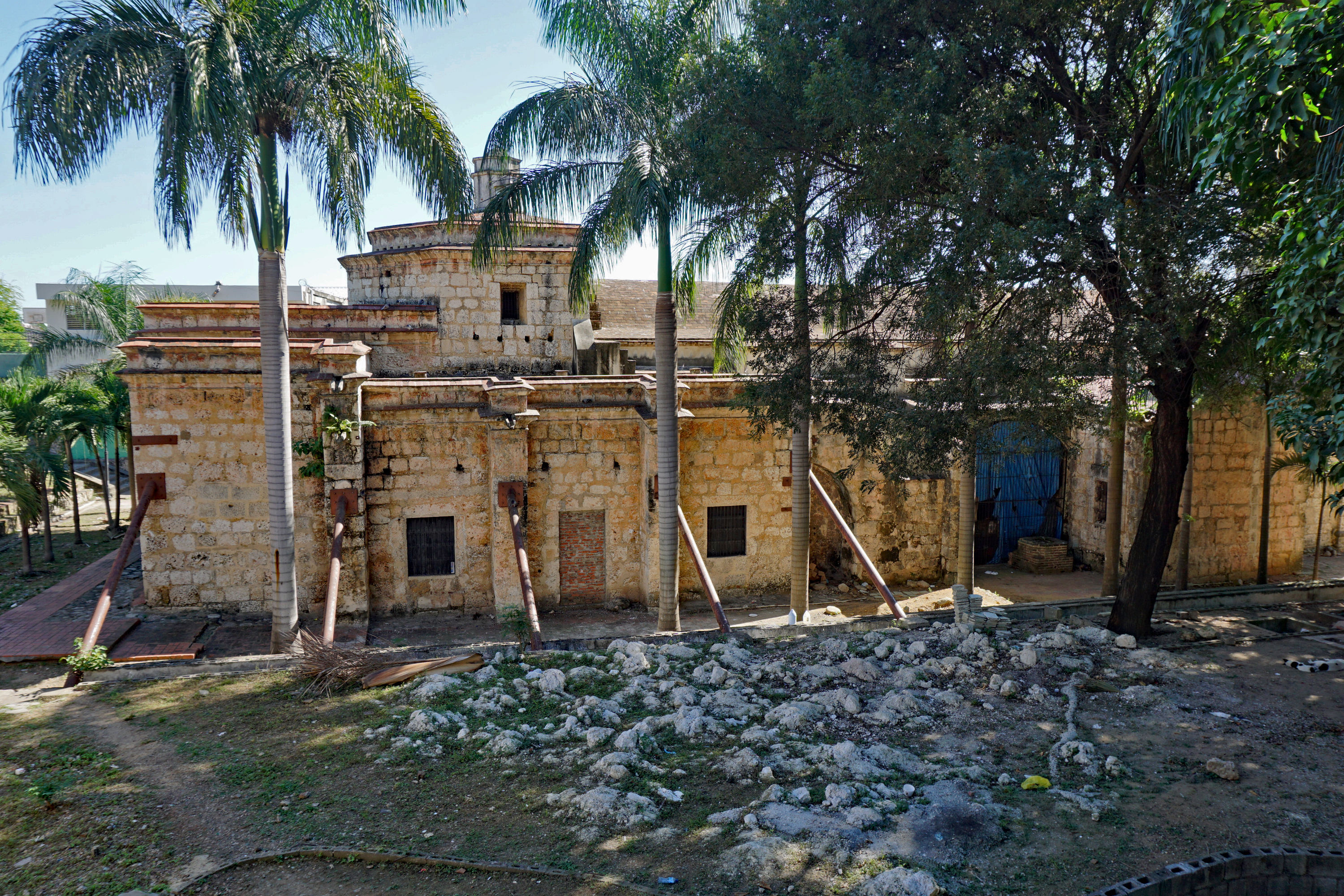
Lado norte